# Hans Heinrich von Schlabrendorf
Hans Heinrich von Schlabrendorf (* 5. Januar 1646 in Klein Glienicke; † 10. Dezember 1692) war kurbrandenburgischer Generalmajor der Infanterie und Gouverneur der Festung Kolberg. Zudem war er Amtshauptmann von Himmelstedt und Erbherr von Cammin, Kölpin, Drosow und Wasmannsdorf.
Seine Eltern waren Manasse von Schlabrendorf und Melusine von Thümen aus dem Hause Waltersdorf. Sein Vater war Erbherr auf Klein Glienicke, Drewitz und Waßmannsdorf.

## Leben
Er diente schon länger in der Armee des Kurfürsten Friedrich Wilhelm, als er 1669 zum Oberstleutnant bei der Leibgarde zu Fuß ernannt wurde. Im Jahr 1678 wurde er kurz Gouverneur der Festung Peitz. Am 4. Juli 1688 wurde er Generalmajor der Infanterie. 1690 wurde er Chef des Garnisonsbataillons in Kolberg sowie Kommandant der Festung.

## Familie
Er war mit Louise von Podewils (* 10. Januar 1657; † 5. Juni 1686) verheiratet. Sie war die Tochter von Adam von Podewils (1617–1697) und Klara von Zitzewitz. Das Paar hatte folgende Kinder:
- Otto Christian ⚭ Ida Elisabeth von Carnitz (* 12. Oktober 1670)
- Louise Henriette ⚭ Ewald Bogislaw von Schlabrendorf
- Tochter ⚭ Reimar (auch ‚Rainer‘) von Manteuffel, (* 1664; † 1713), Herr auf Roman, Landrat des Kreises Greifenberg und Hofjunker des Friedrich I. (Preußen)